# Zbór Kościoła Ewangelicznych Chrześcijan w Jastrzębiu-Zdroju
Zbór Kościoła Ewangelicznych Chrześcijan „Betania” w Jastrzębiu-Zdroju – ewangeliczna wspólnota chrześcijańska, należąca do Kościoła Ewangelicznych Chrześcijan, mająca siedzibę w Jastrzębiu-Zdroju w sołectwie Ruptawa.

## Charakterystyka
Zbór w Jastrzębiu-Zdroju jest częścią Kościoła Ewangelicznych Chrześcijan, należącego do rodziny wolnych kościołów protestanckich. 

## Działalność
Nabożeństwa odbywają się w każdą niedzielę o godzinie 10.00 oraz w każdą środę o godzinie 18.00. Charakteryzują się one prostą formą i składają się z kazań opartych na Biblii oraz wspólnego śpiewu i modlitwy. W czasie niedzielnych nabożeństw odbywają się zajęcia Szkoły Niedzielnej dla dzieci. Zbór prowadzi również spotkania studium biblijnego oraz angażuje się w działalność społeczną. W piątki lub soboty o godzinie 18.00 odbywają się spotkania dla młodzieży. Zbór współpracuje z innymi kościołami i organizacjami o charakterze ewangelicznym.
Pastorem Zboru jest Andrzej Karzełek. Działalnością Wspólnoty kieruje Rada Zboru (w której skład wchodzi m.in. pastor). Najwyższym organami Zboru jest Ogólne Zebranie Członków. Dokonuje ono między innymi wyboru pastora oraz członków Rady Zboru.
Zbór w Jastrzębiu-Zdroju prowadzi placówkę w Katowicach.